# IC 4106
IC 4106 — галактика типу SB0-a (компактна витягнута галактика) у сузір'ї Волосся Вероніки.
Цей об'єкт міститься в оригінальній редакції індексного каталогу.